# Go!upstart!
『Go!upstart!』（ゴー!アップスタート!）は、175Rがインディーズ時代に発売したアルバム。インディーズながらオリコン初登場6位を記録。

## 収録曲
1. SAKURA
PVが存在する。
2. Cry the world
3. I am Golden Head
4. style
5. YOUR SONG
PVが存在する。
6. Precious
7. 心から
8. 和
9. W.O.W
10. blue
11. I believe my way
12. I'm happy